# العلاقات الأندورية الإسواتينية
العلاقات الأندورية الإسواتينية هي العلاقات الثنائية التي تجمع بين أندورا وإسواتيني.

## مقارنة بين البلدين
هذه مقارنة عامة ومرجعية للدولتين:
| وجه المقارنة                                              | أندورا                                                     | إسواتيني                                   |
| --------------------------------------------------------- | ---------------------------------------------------------- | ------------------------------------------ |
| المساحة (كم2)                                             | 468                                                        | 17.36 ألف                                  |
| عدد السكان (نسمة)                                         | 76.18 ألف                                                  | 1.37 مليون                                 |
| الكثافة السكانية (ن./كم²)                                 | 16.28 ألف                                                  | 78.92                                      |
| العاصمة                                                   | أندورا لا فيلا                                             | لوبامبا، مبابان                            |
| اللغة الرسمية                                             | اللغة الكتالونية                                           | لغة إنجليزية، لغة سوازي                    |
| العملة                                                    | يورو                                                       | ليلانغيني سوازيلندي                        |
| الناتج المحلي الإجمالي (بليون دولار)                      | 3.01 مليار                                                 | 4.41 مليار                                 |
| الناتج المحلي الإجمالي (تعادل القوة الشرائية) بليون دولار |                                                            | 11.13 مليار                                |
| الناتج المحلي الإجمالي الاسمي للفرد دولار أمريكي          |                                                            | 3.20 ألف                                   |
| الناتج المحلي الإجمالي للفرد دولار أمريكي                 |                                                            | 8.29 ألف                                   |
| مؤشر التنمية البشرية                                      | 0.858                                                      | 0.531                                      |
| رمز المكالمات الدولي                                      | +376                                                       | +268                                       |
| رمز الإنترنت                                              | .ad                                                        | .sz                                        |
| المنطقة الزمنية                                           | ت ع م+01:00، توقيت وسط أوروبا، ت ع م+02:00، أوروبا/أندورا ‏ | التوقيت القياسي لجنوب أفريقيا، ت ع م+02:00 |

## منظمات دولية مشتركة
يشترك البلدان في عضوية مجموعة من المنظمات الدولية، منها:
| علم المنظمة | اسم المنظمة                   | تاريخ انضمام أندورا | تاريخ انضمام إسواتيني |
| ----------- | ----------------------------- | ------------------- | --------------------- |
|             | الاتحاد الدولي للاتصالات      | 12 نوفمبر 1993      | 11 نوفمبر 1970        |
|             | منظمة حظر الأسلحة الكيميائية  | ?                   | ?                     |
|             | يونسكو                        | 20 أكتوبر 1993      | 25 يناير 1978         |
|             | الأمم المتحدة                 | 28 يوليو 1993       | 24 سبتمبر 1968        |
|             | منظمة الشرطة الجنائية الدولية | ?                   | ?                     |

## وصلات خارجية
- موقع وزارة الخارجية الأندورية